# Elecciones a gobernador de Tokio de 2011
Las elecciones a gobernador de Tokio de 2011 (2011年東京都知事選挙 2011-nen Tōkyō-to chiji senkyo?) se realizaron el 10 de abril de 2011. Estas elecciones formaron parte de la 17.º elección regional unificada en Japón. Las elecciones en la capital japonesa son las más importantes del país, sólo superada por las elecciones de los miembros de la Dieta de Japón.
Se postularon once candidatos, entre ellos el gobernador Shintarō Ishihara que logró vencer en la elección, llegando a su cuarto período consecutivo.

## Candidatos
| Candidatos            | Nacimiento                                              | Partido                                                              | Candidatura anunciada                                     | Experiencia                                                                  |
| --------------------- | ------------------------------------------------------- | -------------------------------------------------------------------- | --------------------------------------------------------- | ---------------------------------------------------------------------------- |
| Akira Koike           | 9 de junio de 1960 (50 años) Setagaya, Tokio            | Independiente (Apoyado por el Partido Comunista de Japón)            | 9 de febrero de 2011 en una conferencia de prensa         | Exmiembro de la Cámara de Consejeros                                         |
| Miki Watanabe         | 5 de octubre de 1959 (51 años) Yokohama, Kanagawa       | Independiente (Apoyado por el Partido Democrático)                   | 15 de febrero en una conferencia de prensa                | Empresario, expresidente de la cadena de restaurantes de comida rápidaWatami |
| Yujiro Taniyama       | 3 de enero de 1973 (38 años) Tosa, Kōchi                | Independiente                                                        | 22 de febrero en Facebook                                 | Actor y Director de cine                                                     |
| Dr. Nakamatsu         | 26 de junio de 1928 (82 años)                           | Independiente                                                        | 3 de marzo de 2011 en una conferencia de prensa           | Inventor y ganador del Premio Ig Nobel de Nutrición en 2005                  |
| Shintaro Ishihara     | 30 de septiembre de 1932 (78 años) Kōbe, Hyōgo          | Independiente (Apoyado por el Partido Liberal Democrático y Kōmeitō) | 11 de marzo en la Asamblea Metropolitana de Tokio.        | Gobernador Titular de Tokio                                                  |
| Takeshi Sugita        | 43 años                                                 | Nuevo Japón                                                          | Entre el 11 y el 19 de marzo en una conferencia de prensa | Miembro de una corporación empresarial.                                      |
| Keigo Furukawa        | 41 años                                                 | Independiente                                                        | 14 de marzo en una conferencia de prensa                  | Ejecutivo de una empresa de servicios de enfermería a domicilio.             |
| Hideo Higashikokubaru | 16 de septiembre de 1957 (53 años) Miyakonojō, Miyazaki | Independiente                                                        | 22 de marzo en una conferencia de prensa                  | Exgobernador de la prefectura de Miyazaki y comediante                       |
| Mac Akasaka           | 18 de septiembre de 1948 (62 años) Nagoya, Aichi        | Partido de la Sonrisa                                                | 24 de marzo                                               | Psicoterapeuta                                                               |
| Kenji Himeji          | 59 años                                                 | Partido por la Paz y el Desarme Nuclear                              | 24 de marzo                                               | Evaluador de estructuras de edificios                                        |
| Ogami Osamu           | 69 años                                                 | Partido de la Restauración de Tokio                                  | 24 de marzo                                               | Monje principal de la secta Otani del budismo Jōdo Shinshū                   |

### Retiraron su candidatura
| Candidatos          | Nacimiento                                      | Partido       | Candidatura                                                   | Experiencia                                     |
| ------------------- | ----------------------------------------------- | ------------- | ------------------------------------------------------------- | ----------------------------------------------- |
| Shigefumi Matsuzawa | 2 de abril de 1958 (53 años) Kawasaki, Kanagawa | Independiente | Anunciada: 1 de marzo de 2011 Suspendida: 15 de marzo de 2011 | Gobernador titular de la prefectura de Kanagawa |

## Campaña
La elección se llevó a cabo después del terremoto y tsunami de Tohoku de 2011 y el desastre nuclear de Fukushima, que ocurrieron el primer día de la campaña. El gobernador en ejercicio Shintaro Ishihara entró en la carrera después de haber indicado inicialmente que se retiraría, con una plataforma de apoyo a las áreas de desastre del tsunami y la candidatura para los Juegos Olímpicos de Verano de 2020. El gobernador de Kanagawa Shigefumi Matsuzawa, que había sido un candidato destacado al comienzo de la campaña, abandonó la carrera el 15 de marzo y dio su apoyo a Ishihara, argumentando que ambos hombres debían permanecer con sus gobiernos después de los desastres. Ishihara se mantuvo a la cabeza en las encuestas hasta el día de la votación, a pesar de una metedura de pata prominente en la que calificó los desastres como un "castigo divino" por el "egoísmo" en la sociedad japonesa. Su victoria se debió en gran parte a su presencia en la gestión de crisis después de los desastres, como beber agua del grifo de Tokio frente a la cámara para demostrar que estaba a salvo de la radiación.

## Resultados
Los resultados completos se detallan a continuación:
|  | 43.40 % |

|  | 28.06 % |

|  | 16.81 % |

|  | 10.35 % |

|  | 0.81 % |

|  | 0.17 % |

|  | 0.11 % |

|  | 0.09 % |

|  | 0.08 % |

|  | 0.06 % |

|  | 0.05 % |

|  | 99.22 % |

|  | 0.78 % |

|  | 57.80 % |

|  | 42.20 % |